# 小維舍拉區

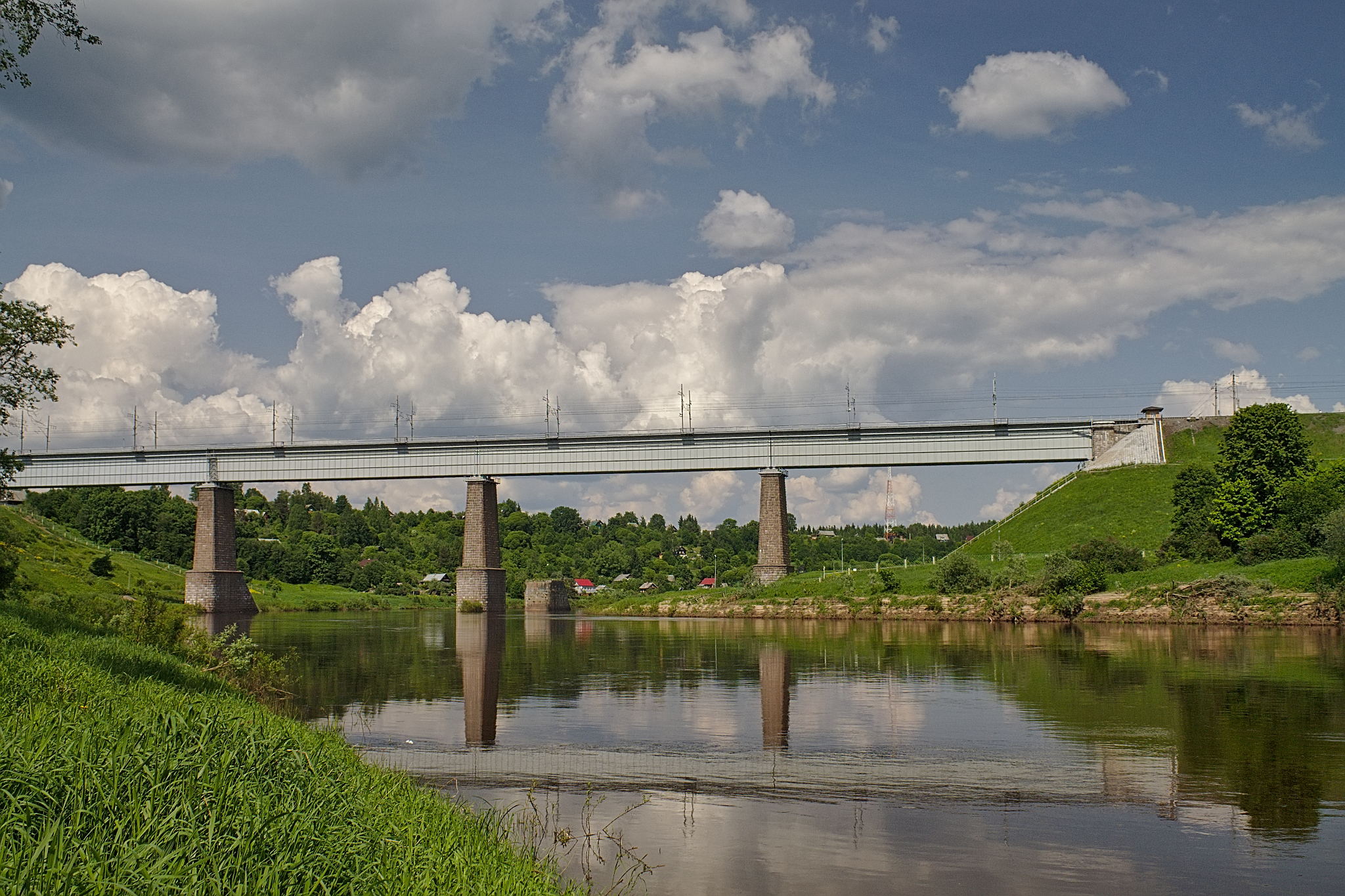

58°51′N 32°13′E / 58.850°N 32.217°E
小維舍拉區（俄语：Маловишерский район），是俄羅斯的一個區，位於該國西北部，由諾夫哥羅德州負責管轄，始建於1927年10月1日，面積3,280.98平方公里，2010年人口17,785，人口密度每平方公里5.42人。